# Diekirch (tổng)
Diekirch là một tổng ở Luxembourg in huyện của Diekirch, bao gồm 12 thị trấn:
- Bettendorf
- Bourscheid
- Diekirch
- Ermsdorf
- Erpeldange
- Ettelbruck
- Feulen
- Hoscheid
- Medernach
- Mertzig
- Reisdorf
- Schieren

Tổng này có diện tích 214,93 km² và dân số ngày 1/7/2006) là 26.021 người. Cho đến ngày 1/1/2006, tổng này vẫn bao gồm cộng đồng Bastendorf, với diện tích 24,44 km². Cộng đồng này đã được chuyển sang cho tổng Vianden khi Bastendorf quyết định gia nhập cộng đồng Tandel ở tổng đó.
==Tham khảo==